# Jerónimo de Vivar
Jerónimo de Vivar (Burgos, ¿? - ¿?) fue un historiador español que participó en la conquista del Reino de Chile. Además, fue autor de la Crónica y relación copiosa y verdadera de los reinos de Chile (1558).

## Biografía
Poco se sabe sobre su vida excepto que nació en Burgos, España. Se desconoce cuándo pasó al continente americano.  
Se incorporó a las fuerzas de Pedro de Valdivia en el contingente que procedía de Perú con Francisco de Villagra por tierra, en 1540. Fue, por tanto, un testigo privilegiado de la Conquista, presenciando la fundación de Concepción y la batalla de Andalién en 1550.  
Por sus escritos se sabe de su paso por otras regiones americanas antes de recalar en Perú y Chile. Se tiene la certeza de su estancia en Santa Marta donde escuchó la fabulosa historia del viaje del capitán Francisco César, de labios de uno de sus hombres, expedición que diera lugar a la leyenda sobre la mítica Ciudad de los Césares o Trapalanda.  
Con toda seguridad pasó al Perú con motivo de las revueltas acaecidas en tiempos de Núñez Vela y La Gasca para acompañar a Valdivia en su regreso a Chile. 
Fue testigo directo, aunque no partícipe, de la batalla de Andalién y del encuentro con el cacique Ainavillo.  
Vivar también formó parte de la armada del capitán Juan Bautista Pastene. Desde aquí regresó a la Concepción, permaneciendo allí hasta el nuevo retorno de Valdivia, para incorporarse posteriormente a la expedición del capitán Francisco de Ulloa en dirección al Estrecho de Magallanes, viaje poco conocido en detalles y muy interesante de leer en Vivar. Jerónimo de Vivar permaneció en Chile hasta 1558, año en que terminó su manuscrito. No se sabe nada más sobre él.

## La Crónica de Vivar
Véase: Crónica de Vivar.
La "Crónica y relación copiosa y verdadera de los reinos de Chile", sólo fue encontrada a mediados del siglo XX por el arqueólogo e historiador valenciano José Chocomeli Galán, siendo publicada en una edición facsimilar paleografiada por el Fondo Histórico y Bibliográfico José Toribio Medina en 1966.

“Dentro d esta cordillera a quinze y a veynte leguas ay vnos valles donde abita vna gente, los quales se llaman " puelches" (Mapudungún: Pwel:este, y che :gente y son pocos. Avra en vna parçialidad quinze y veynte y treynta yndios. Esta gente no syenbra. Sustentase de caça que ay en / aquestos valles. Ay muchos guanacos y leones y tigres y zorros y venados pequeños y vnos gatos monteses y aves de muchas maneras. Y de toda esta caça y monteria se mantienen que la matan con sus armas, que son arco y flechas”
 Jerónimo de Bibar. Cronica y Relación Copiosa y Verdadera de los Reinos de Chile. 1979 [1558]. Edición de Leopoldo Sarez‑Godoy. Colloquium Verlag Berlin. Pág. 163.

Sin embargo, el manuscrito fue conocido por el jesuita Diego de Rosales y enumerado por algunos otros recopiladores de documentos. Además de sus experiencias, Vivar se apoyó en los testimonios de otros participantes en las aventuras, incluyendo documentos oficiales. Se ha especulado con la posibilidad que Jerónimo de Vivar fuera realmente el secretario de Pedro de Valdivia, Juan de Cárdenas, pero recientemente se ha desechado esta hipótesis.

## Virus Hanta en Chile
Jerónimo de Vivar hizo una clara mención de grandes ratadas que afectaron a la recién fundada Valdivia con destrucción de provisiones y sementeras. En el Capítulo CVIII "Que trata de la fundación de la ciudad de Valdivia" se indica: 
"Llueve mucho más que en ninguna parte de las provincias que he dicho. El año que se pobló esta ciudad fue de cincuenta y dos. Hubo tantos ratones que no se podían defender que no comiesen las sementeras, que aunque se sembró harto trigo y cebada, no se cogió la semilla. Y nos roían los vestidos, aunque no los teníamos de sobra. No dejaban cabo de cinta que no llevaban e hierro de talabarte que no roían por junto al cuero y lo llevaban. Hízoseles una industria, que fue unas ollas soterradas en la tierra, y aún yo puse algunas, y las amediábamos de agua. Amanecían en tres o cuatro hollas que se ponían en una casa cuatrocientos y quinientos ratones ahogados. Y en esta caza entendíamos y, yo pregunté algunos iridios que si solían venir de aquella arte otras veces. Dijérome que sí, que de cierto en cierto tiempo solían venir de aquella manera, y que los hechiceros hacían hoyos en que los hacían meter a estos ratones, y que agora los habían soltado por amor de la venida de los cristianos". 
Otros cronistas la relacionaron con florecimientos de quilas y registran extrañas muertes "por falta de aliento". Posteriormente era común en los campos las muertes de "pulmonías dobles" o "galopantes", con sugerentes signos de lo que ahora conocemos como Síndrome Pulmonar por Hantavirus.